# Fortaleza de Malaca

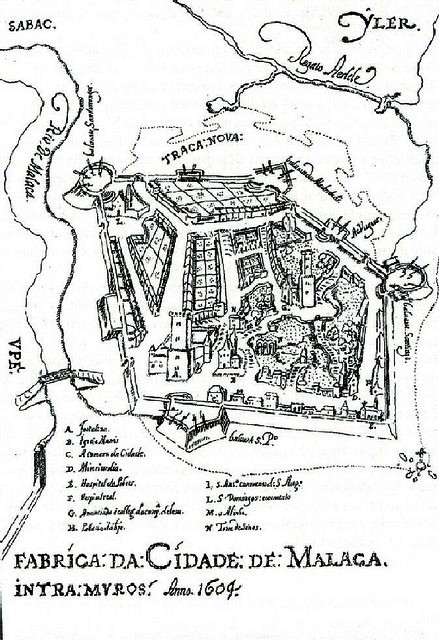
"Fábrica da Cidade de Malaca: intramuros. Anno 1604.", por Manuel Godinho de Erédia. Em primeiro plano no interior da cerca, a torre de Albuquerque, "A Famosa".

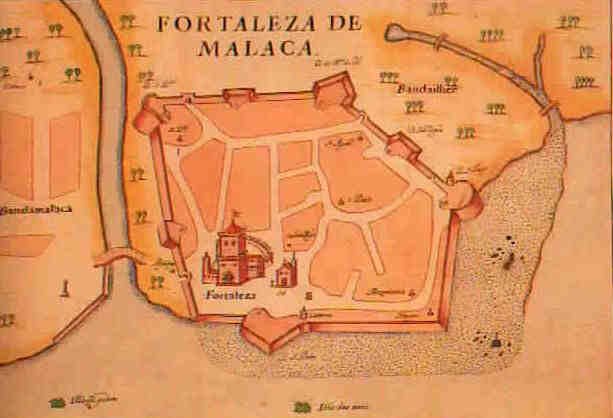
"Fortaleza de Malaca" ("Livro das Plantas das Fortalezas, Cidades e Povoações do Estado da Índia Oriental, c. 1650).

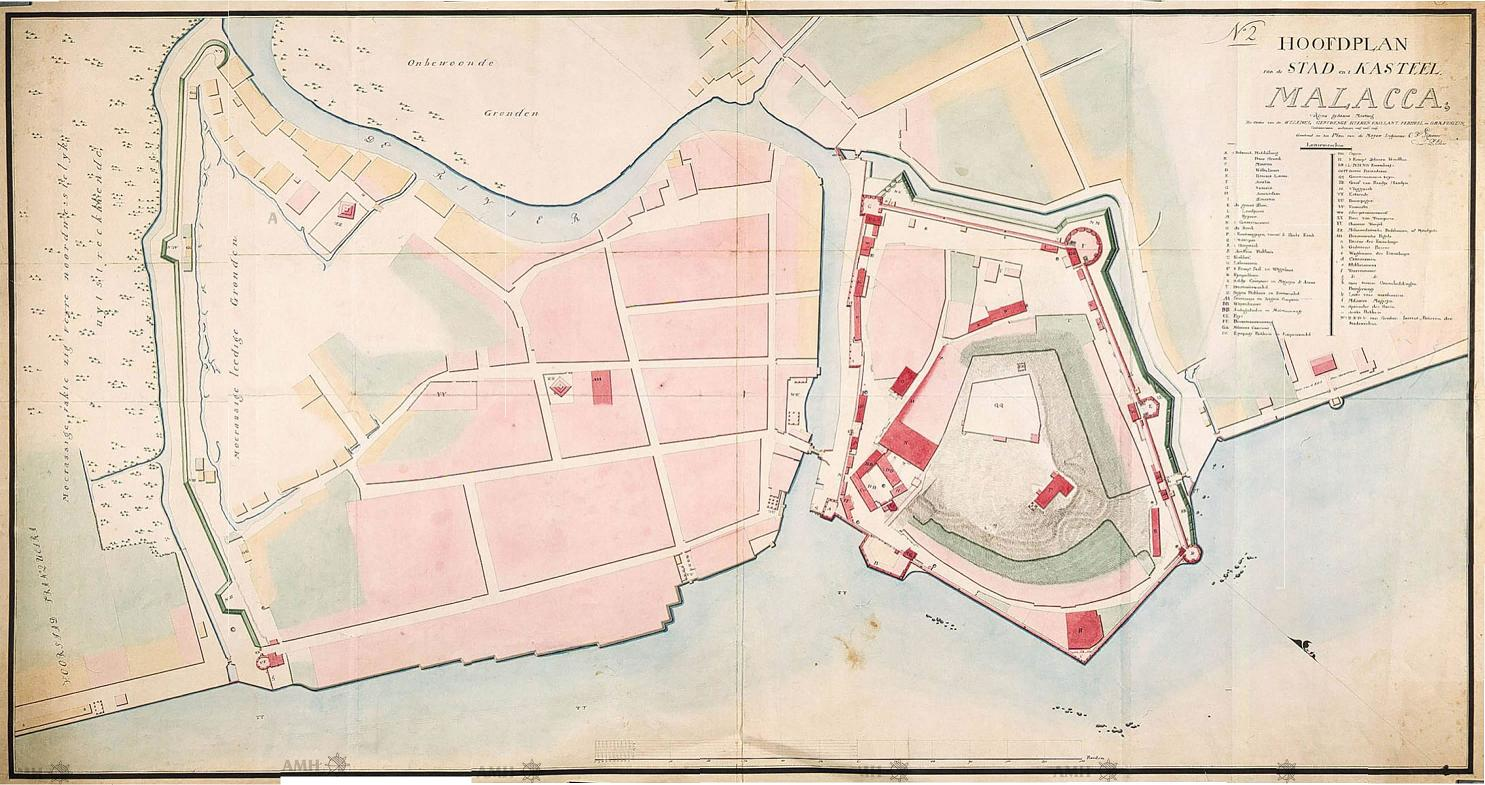
Malaca Neerlandesa, 1780.

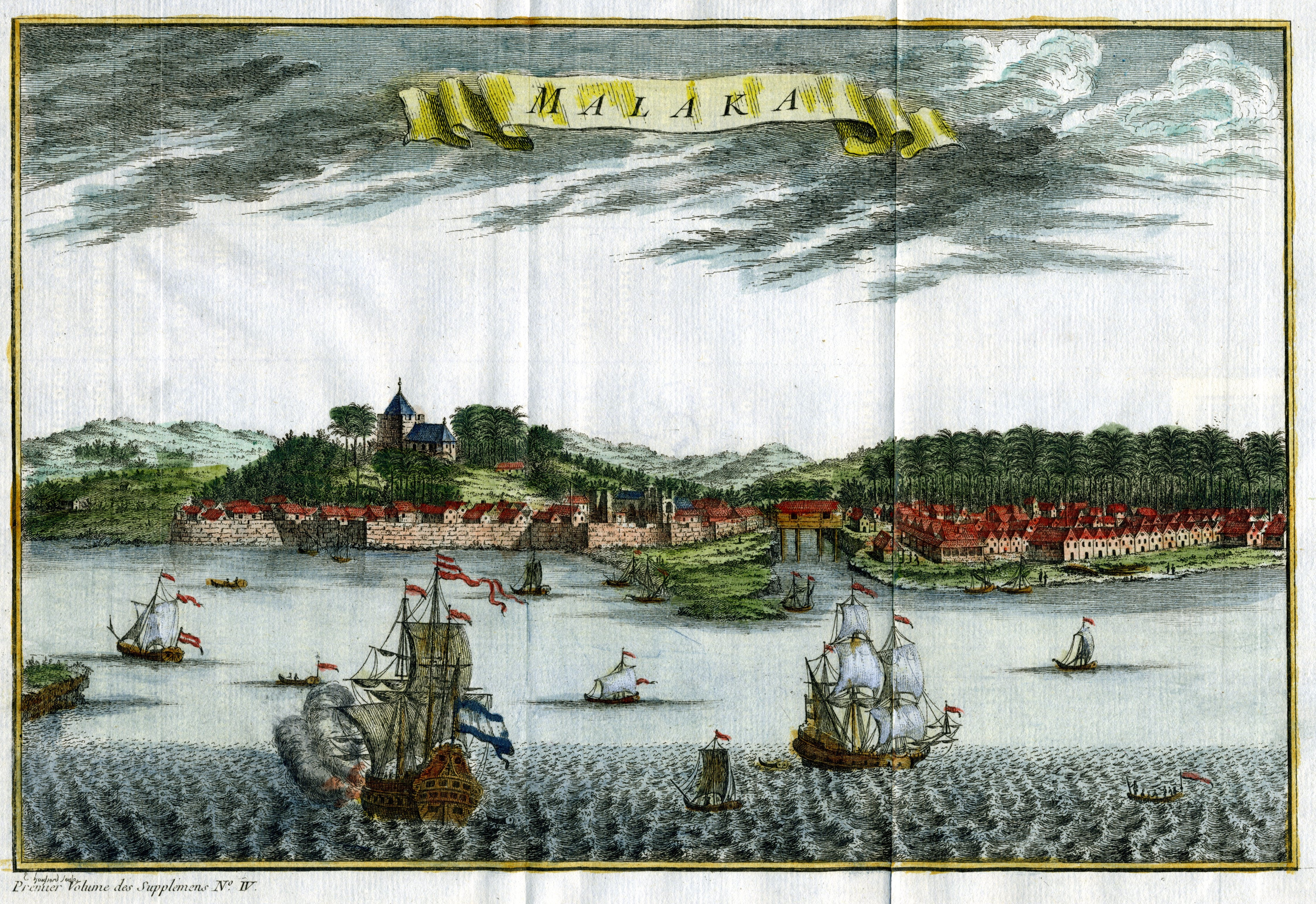
Malaca Neerlandesa, 1750.

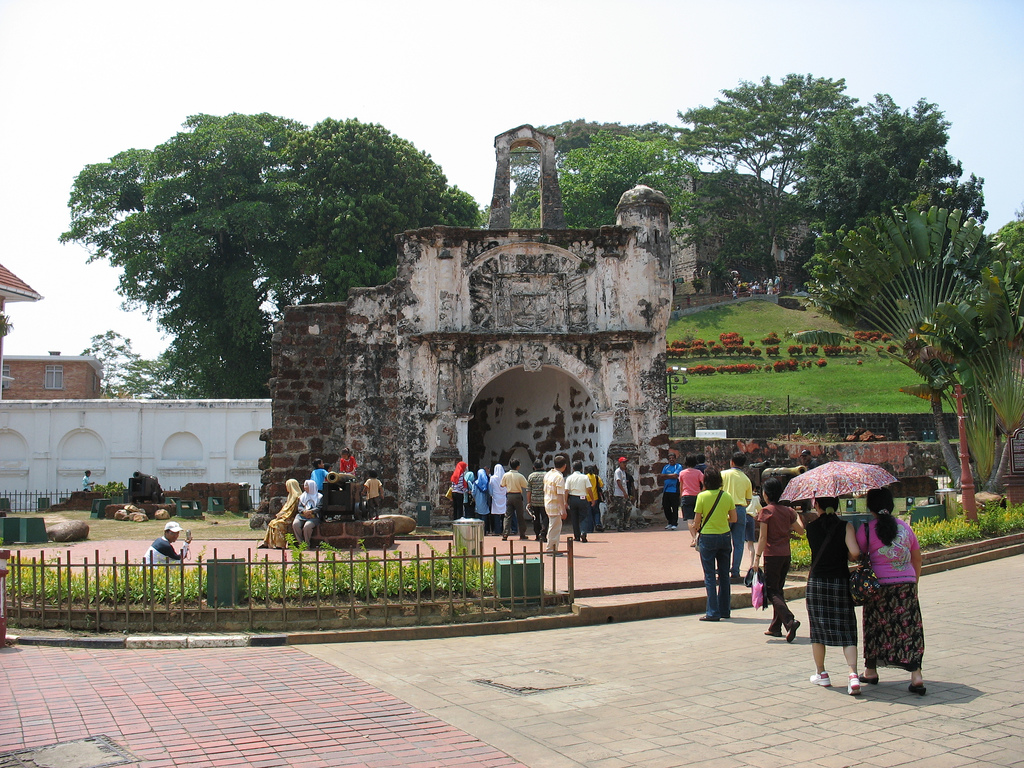
Porta de Santiago.

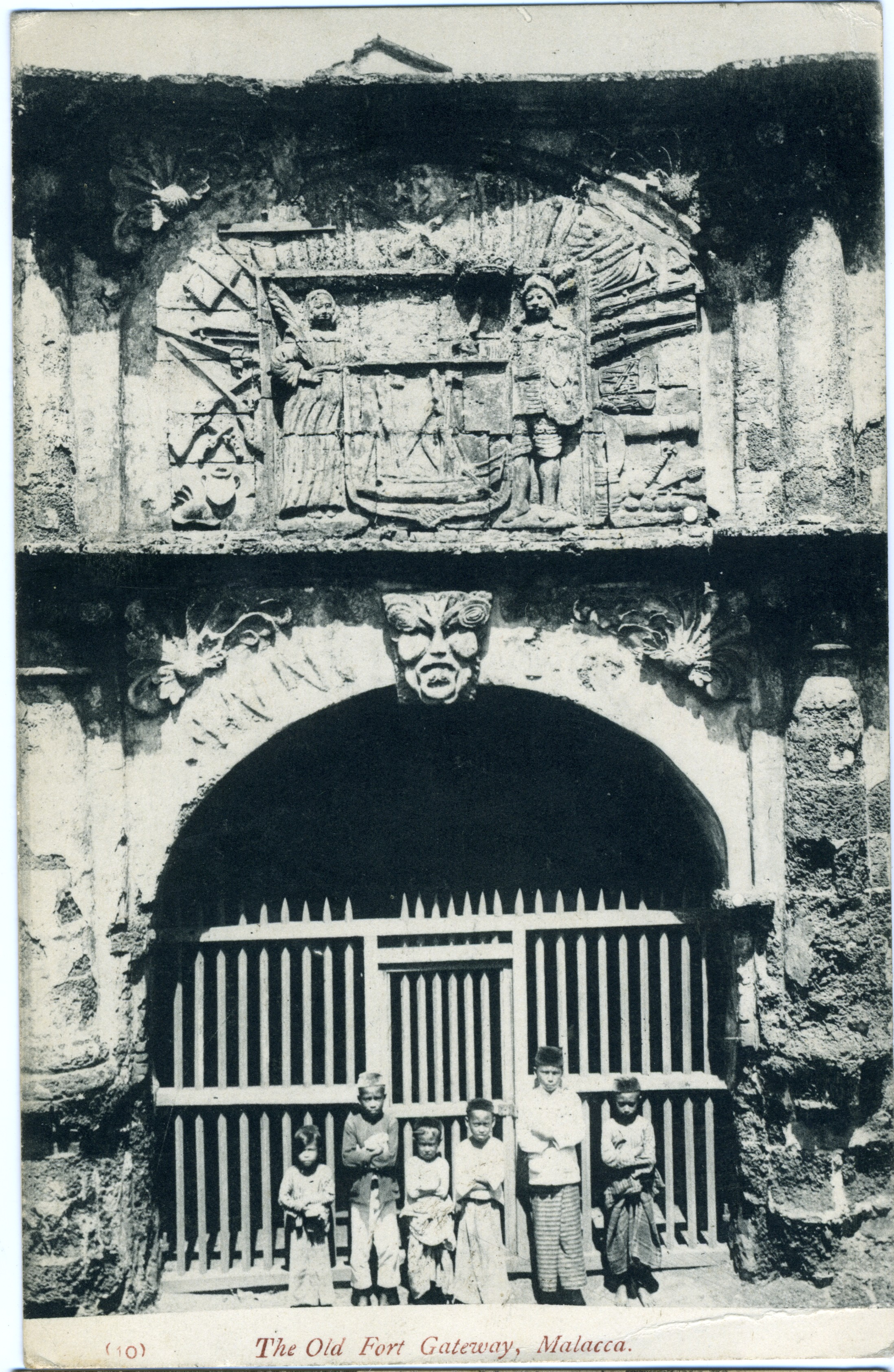
Porta de Santiago (detalhe em antiga foto).

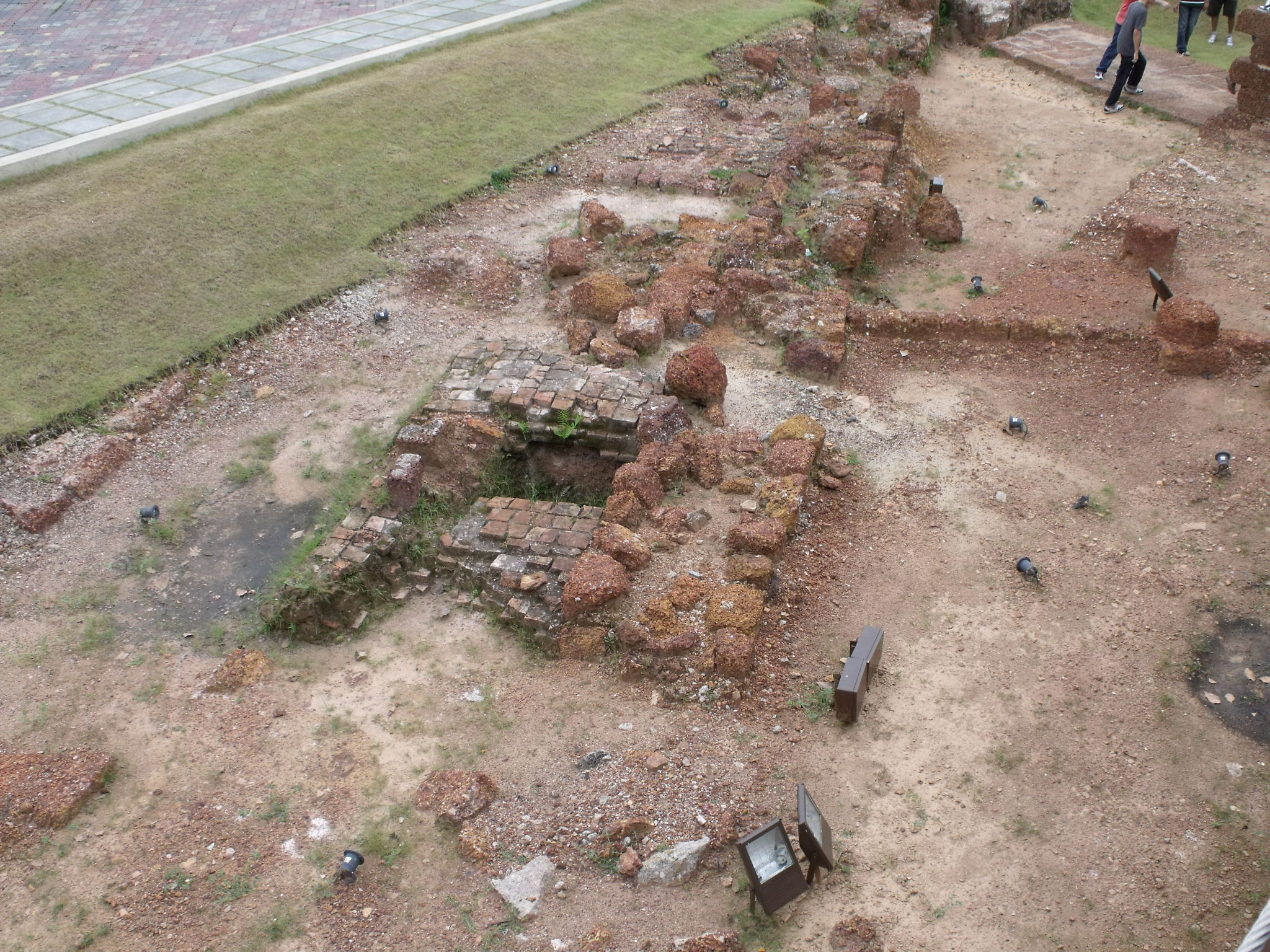
Remanescentes da antiga linha de esgotos.

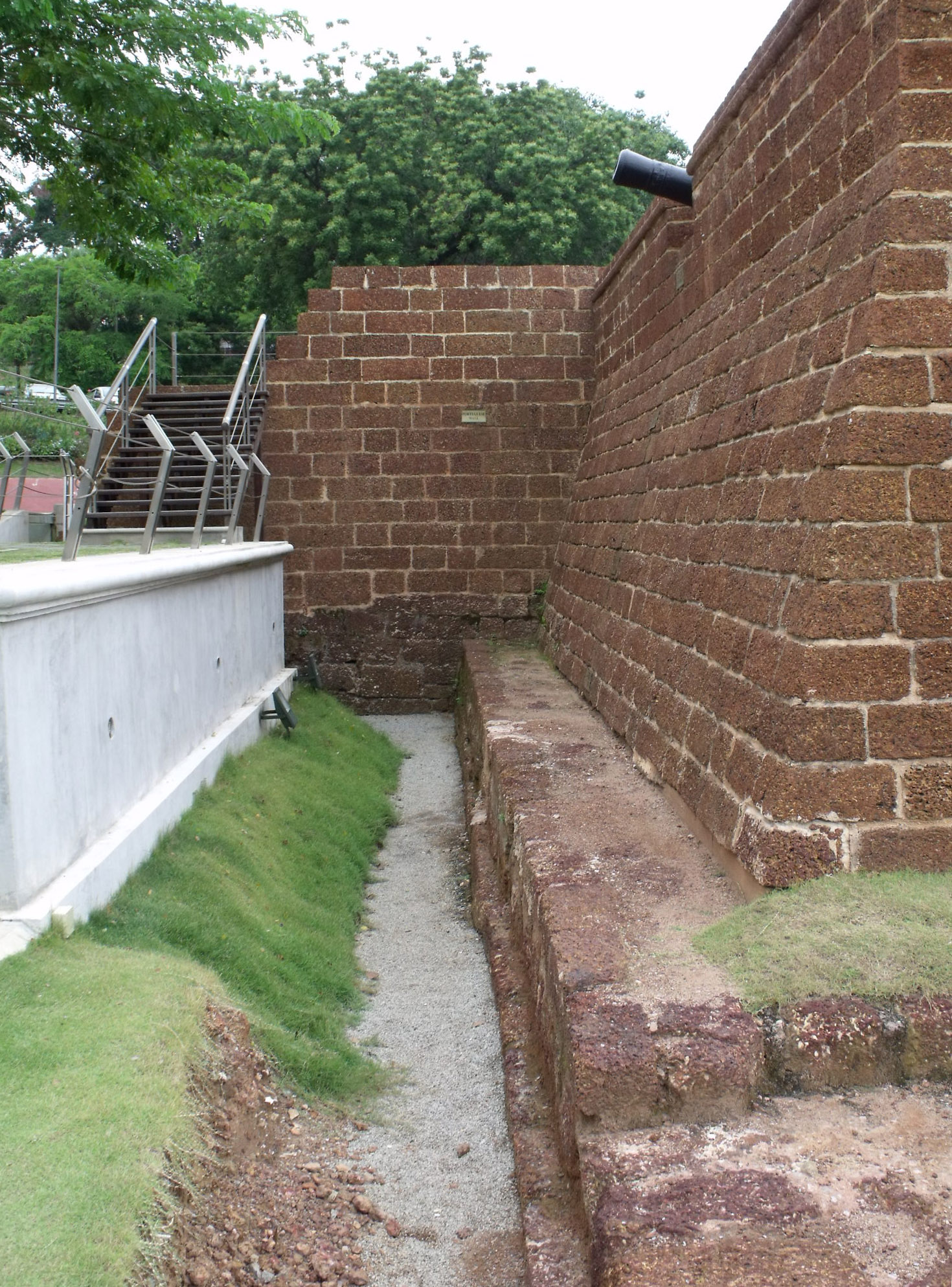
Reconstrução do Bastião de Santiago.

A Fortaleza de Malaca localizava-se na cidade de Malaca, na Malásia. A estrutura que em nossos dias é denominada como A Famosa (em malaio, "Kota A Famosa") foi em tempos a Porta de Santiago. Esta era uma das antigas portas que se rasgavam na muralha da cidade, defendida pelo baluarte de mesmo nome, voltado para o mar, que ali chegava à época. 
Em sua origem, "A Famosa" era o epíteto da primitiva torre, erguida por Afonso de Albuquerque quando da conquista da cidade em 1511, mas que foi severamente danificada quando do cerco de 1640-1641, e que culminou com a conquista da cidade pelos holandeses. 

## História

### Antecedentes
Constituindo-se em um portal de entrada para o comércio com a China e o Extremo Oriente, Malaca foi o local para onde o comércio islâmico se voltou, após ser expulso do Oceano Índico pelas armadas de Portugal. No século XVI, este dinâmico entreposto contava com uma população estimada de 100 mil habitantes, defendido por um exército que ascendia a 30 mil homens. Pelo seu porto passavam os navios que exploravam as ilhas da atual Indonésia e dele terá partido a nau de Cristóvão de Mendonça que, de acordo com as "Décadas da Ásia" do cronista João de Barros e a análise de oito cartas náuticas francesas da chamada "Escola de Dieppe" (a mais antiga das quais datada de 1536), terá sido o primeiro europeu a chegar à Austrália.
O primeiro contato entre Portugal e Malaca foi estabelecido por Diogo Lopes de Sequeira em 1509. Pouco depois, em agosto de 1511, foi conquistada pelo segundo Vice-rei do Estado Português da Índia, Afonso de Albuquerque, à frente de 17 navios e uma força de 1200 homens que derrotou as forças do sultanato local. Albuquerque compreendeu que a cidade poderia representar uma importante ligação portuária para o comércio com a China, e de Malaca enviou mensageiros aos reinos do Sião, do Pegu (Burma), às Molucas e à própria China. No mesmo período, outros portugueses estabeleciam feitorias em lugares como Goa e Macau, a fim de criar uma sequência de portos amigáveis para as trocas comerciais luso-chinesas.

### A fortificação portuguesa
Dando cumprimento às ordens régias de D. Manuel I (1495-1521), Albuquerque iniciou a construção de uma fortificação em posição dominante no alto de um monte, local onde antes se erguia a mesquita da cidade, empregando pedra retirada deste e de outros edifícios religiosos, bem como dos túmulos dos antigos sultões, além de pedra importada de zonas vizinhas, uma vez que em Malaca ela não existia.
A "Fermosa" ou "Famosa", como é designada em alguns textos do primeiro quartel do século XVI, foi erguida por Tomás Fernandes, e constituía-se primitivamente em uma torre assobradada de quatro pavimentos, servindo de residência ao capitão da praça, envolvida por um muro.
O seu primeiro capitão, Rui de Brito Patalim, tomou a seu cargo as obras de ampliação dessa estrutura, acrescentando mais um pavimento à torre. Agora com cento e trinta palmos de altura servia como atalaia, permitindo descortinar o horizonte por detrás da colina da cidade. Esta estrutura resistiu aos ataques e cercos de Malaios, Achéns e Bugis em 1551, 1568, 1575 e 1586. Entretanto, como as demais fortificações em estilo manuelino no Oriente, revelou-se ineficaz ante a artilharia de origem turca que o Sultanato de Achém, principal rival dos portugueses na região, passou a empregar a partir da década de 1560. Por essa razão, uma nova cerca, em pedra, começou a ser erguida envolvendo a cidade, a partir de 1564. Em 1568, data de um dos raros desenhos quinhentistas de Malaca que chegaram até nós, não estava ainda concluída, sendo parte de sua extensão ainda em madeira. "A Famosa" passou então a ser designada como  "Fortaleza Velha", constituindo uma cidadela intramuros da cidade.
Entre o final da década de 1560 até cerca de 1590, várias foram as alterações introduzidas na defesa. Na parte da cerca da cidade voltada ao mar, construiu-se o baluarte de São Pedro, também denominado como "Couraçada". A extremidade norte da cerca passou a terminar no baluarte de São Domingos e a extremidade sul no de Santiago, ligados por uma paliçada. No centro da paliçada pelo lado sul foi erguido o baluarte das Onze Mil Virgens. O perímetro murado da cidade totalizava então 1310 braças. Quatro portas davam acesso ao recinto fortificado, uma de cada lado. As mais usadas eram a Porta da Alfândega, que dava acesso à ponte sobre o rio de Malaca, e a Porta de Santo António, a leste do baluarte das Onze Mil Virgens.
Pouco se conhece sobre a intervenção do milanês Giovanni Battista Cairati, arquiteto-mor de Portugal no Oriente sob o reinado de Filipe II de Espanha (1580-1598). Em 1588 esteve em Malaca para inspecionar as obras que ali se executavam. Introduziu melhorias e projetou estruturas que não chegaram a ser executadas, quer pelos elevados custos das obras de defesa, quer porque a zona voltada para o mar oferecia uma defesa natural então considerada suficiente. O projeto figurava presumivelmente num desenho de Manuel Godinho de Erédia, datado de 1604 que, não correspondendo às estruturas defensivas que a cidade então possuía, contém algumas das mais recentes inovações em matéria de arquitetura militar.
Nos últimos anos de domínio português, Malaca foi transformada numa Praça-forte quase inexpugnável, convicção que era partilhada pelos neerlandeses. Assim, nos anos que se seguiram, assistiu-se a um permanente assédio das forças da Companhia Neerlandesa das Índias Orientais a este território, que se iniciou em 1606 sob o comando de Matelief, a quem se opôs heróicamente André Furtado de Mendonça.
Os melhoramentos então introduzidos devem ter sido da responsabilidade de António Pinto da Fonseca, que chegou a Malaca em 1615 como visitador e inspetor-geral das fortalezas da Índia e que ali permaneceu, vindo a falecer em 1635, tendo ocupado diferentes cargos no governo da praça. A maior parte da cidade era então defendida por uma cerca de pedra e cal com vinte pés de altura e seis baluartes capazes de absorver o impacto da artilharia agressora, nomeadamente após a construção, no ângulo leste, de um baluarte de grandes dimensões sob a invocação da Madre de Deus. Parte do perímetro da cerca da cidade possuía então contra-muro e, em determinadas seções foram erguidas plataformas que permitiam os tiros da artilharia em diferentes direções.
Frequentemente ameaçada, posteriormente o perímetro da cidade também foi amuralhado, reforçado por seis baluartes.

### O domínio Neerlandês
A praça-forte caiu em janeiro de 1641 no contexto da Guerra Luso-Neerlandesa, diante de uma força de 3000 homens a serviço da Companhia Neerlandesa das Índias Orientais, sob o comando de Caatekoe. A pequena guarnição portuguesa de 260 homens foi forçada a capitular, após um assédio de cinco meses, quando já não possuía alimentos, munições, e nem hipótese de ser socorrida.
Tal como os portugueses haviam feito 130 anos antes, os neerlandeses deram prioridade à reparação da fortaleza e à introdução de melhorias no poder de fogo como se lê no relatório do Governador Balthasar Bort de 1678. Já haviam renovado a porta que nos subsiste hoje, conforme a inscrição epigráfica que registra "ANNO 1670" sobre o seu arco. Encimando essa inscrição encontra-se a pedra de armas da Companhia Neerlandesa das Índias Orientais. 

### O domínio britânico
A praça mudou de mãos uma vez mais, em 1795, quando os neerlandeses o entregaram aos ingleses para impedir que caísse nas mãos do expansionismo francês de Napoleão Bonaparte. Em 1807, o Governador inglês, William Farquar, ordenou a demolição da fortificação, a pretexto das elevadas despesas da manutenção e, afirma-se, para prevenir que ela fosse utilizada contra os interesses britânicos na região. Nesse momento as defesas foram mais uma vez testadas, uma vez que centenas de trabalhadores não conseguiriam partir nem remover as antigas pedras, tendo sido necessário recorrer a explosões consecutivas que, uma testemunha ocular, descreve deste modo: "...pedaços do forte tão grandes como elefantes, foram pelos ares e caíram ao mar". Por intervenção oportuna de Thomas Stamford Raffles, fundador de Singapura e grande apaixonado pela história, que visitou Malaca em 1810, esta pequena porta foi poupada da destruição.

## Descobertas arqueológicas
Em junho de 2003, uma estrutura, denominada como "Bastião de Santiago", foi descoberta durante as escavações para a construção do Dataran Pahlawan.
Em fins de novembro de 2006, durante os trabalhos de escavação de uma torre giratória de 110 metros de altura na parte antiga da cidade, veio à luz um trecho do que se acredita tenha sido o antigo "Bastião de Middelsburgh". Dada a importância da descoberta, a construção da torre foi adiada indefinidamente. As autoridades museológicas de Malaca acreditam que a estrutura tenha sido erguida pelos Neerlandeses, durante o seu período de ocupação, entre 1641 a 1824.